# Grafmonument van Willem Breuker
Het grafmonument van Willem Breuker is gesitueerd op de begraafplaats De Nieuwe Ooster in Amsterdam-Oost.
Het graf van musicus Willem Breuker wordt begeleid door een beeldhouwwerk van Marinus Boezem. De twee kunstenaars ontmoetten elkaar al in de jaren zeventig wanneer Breuker het festival Nieuwe Muziek Zeeland bezoekt in Zeeland. Beiden bevinden zich in de hoek van kunstenaars, die zich buiten de platgetreden paden bevinden. Ze deden vanaf toen gezamenlijke projecten waarvan Podio del mondo per l’arte er een was. Breukers bijdrage aan de galerie was later het 3:18 durende werk Time is an empty bottle of wine, opgedragen aan Marinus en Maria-Rosa Boezem, dat na gespeeld te zijn opgeborgen werd in een put.
Toen Willem Breuker in juli 2010 overleed vroeg zijn levenspartner Olga Zuiderhoek aan Boezem een grafmonument. Boezem kwam met een meteoriet/komeet die op de kop van de grafsteen inslaat, weergegeven als in een 3D-strip. Edo Dijksterhuis van de kunstredactie van Het Parool maakte in augustus 2021 de vergelijking met de “explosieve creativiteit” van Breuker, als ook het effect van Breukers overlijden in de samenleving. De botsing wordt weergegeven in graniet, weerbarstig als Breuker zelf.
Boezem ontving voor dit werk een opvallend kledingstuk dat Breuker tijdens concerten weleens droeg; de sterrenhemel was hierop aangebracht.

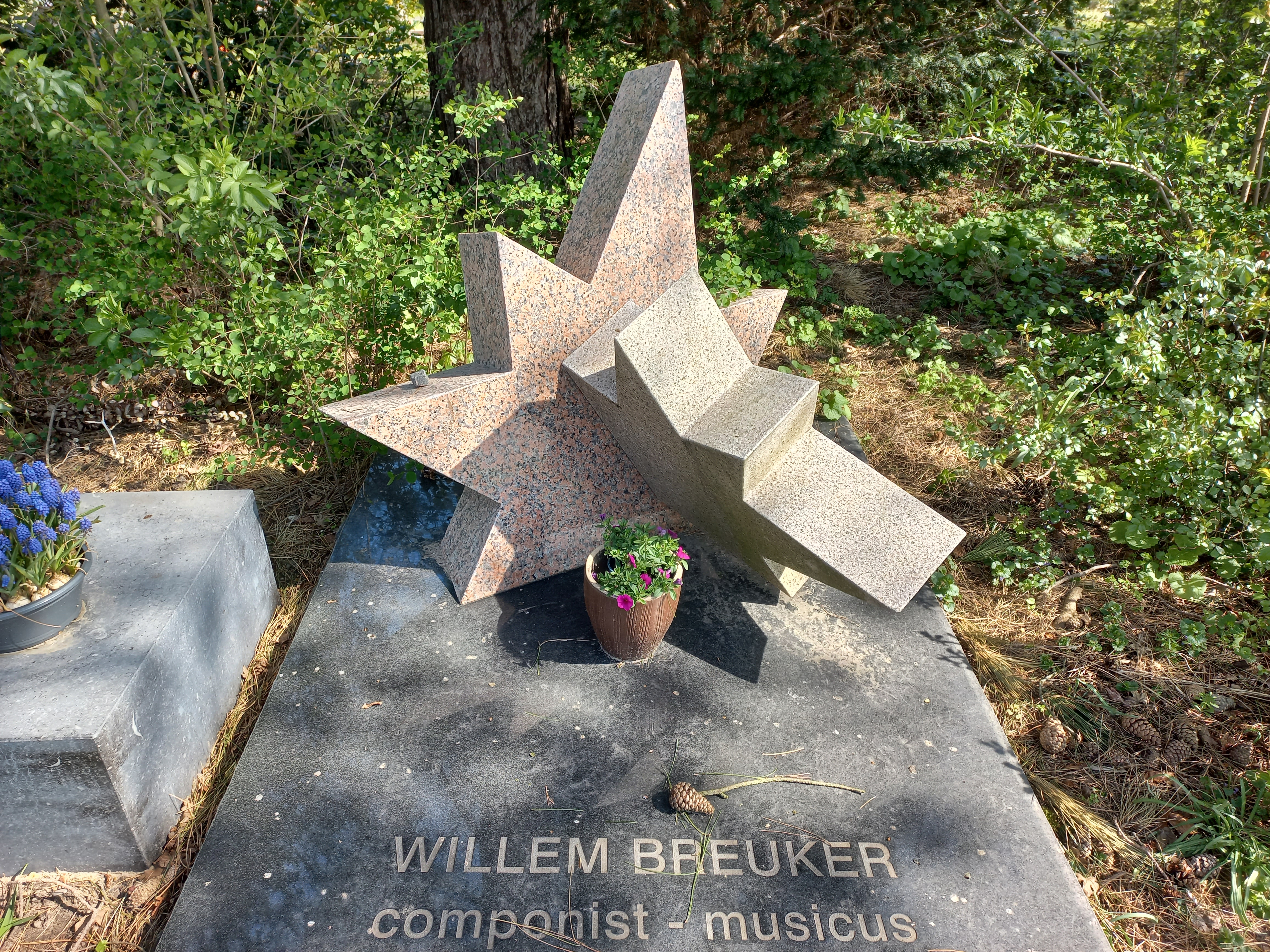
Inslag (april 2022)